# Еварт Горсфолл
Еварт Горсфолл (англ. Ewart Horsfall, 24 травня 1892 — 1 лютого 1974) — британський академічний веслувальник.
Олімпійський чемпіон 1912 року в складі вісімки, срібний призер 1920 року в складі вісімки.